# Кметь Василь Федорович
Кметь Василь Федорович (нар. 22 червня 1975, Львів) — історик-медієвіст, архівіст, кандидат історичних наук, директор Наукової бібліотеки Львівського національного університету імені Івана Франка.

## Біографія
Народився 22 червня 1975 року у Львові. Після навчання в школі вступив до Львівського університету, де закінчив історичний факультет (1997), аспірантуру (2000). Також навчався на гуманітарному факультеті Люблінського університету Марії Кюрі-Склодовської (Польща) (1994–95); слухач (з 1997), учасник Львівської (1997), Варшавської (1998; 2007), Київської (1999), Краківської (1999), Люблінської (2002), Римської (2006) сесій Міжнародної школи гуманітарних наук Східної і Центральної Європи (Варшава). Пройшов стажування з питань менеджменту організації наукових проектів під егідою «Academia Istropolitana» у Братиславі (Словаччина, 2010), у Національній вищій школі інформаційно-бібліотечних наук у Ліоні (Франція, 2010).
У 1995–97 рр. працював на посаді архівіста відділу давніх актів Центрального державного історичного архіву України у Львові. У 1997—2001 рр. — викладач історії Львівської духовної академії і семінарії УПЦ КП, з 2010 — викладач методики самостійної роботи Львівської Православної Богословської Академії.
У 1997—2001 — асистент кафедри давньої історії України та спеціальних історичних дисциплін, з 2001 — доцент цієї ж кафедри (з 2005 — кафедри давньої історії України та архівознавства). З 2007 — директор Наукової бібліотеки Львівського університету.
Член Вченої ради Львівського національного університету імені Івана Франка (1999—2001, з 2007), член Вченої ради історичного факультету (1999—2007), заступник голови Видавничої ради ЛНУ імені Івана Франка (2007—2012), після її реорганізації — член видавничої комісії Вченої ради Університету. Голова Львівського зонального методичного об'єднання бібліотек вищих навчальних закладів III-IV рівнів акредитації (з 2007), член Президії науково-методичної бібліотечної комісії при МОН, голова секції з комплектування інформаційних ресурсів науково-методичної бібліотечної комісії (з 2008). Член редакційної ради та співавтор «Енциклопедії Львова»; заступник головного редактора Вісника Львівського університету. Серія «Книгознавство, бібліотекознавство та інформаційні технології». Керівник 5 кандидатських дисертацій. Нагороджений почесними грамотами (2001; 2002; 2006) та знаками Міністерства освіти і науки України: «Відмінник освіти України» (2003); «Василь Сухомлинський» (2007); «Петро Могила» (2008); французький Орден Мистецтв та літератури (2018).

### Наукові інтереси
Давня історія України, архівознавство, джерелознавство, спеціальні історичні дисципліни (кирилична і латинська палеографія, укр. дипломатика), бібліотекознавство, історія книги, історія Церкви та міжцерковних відносин на українських землях у XIV—XVII ст., історія богословської думки.

### Курси
- Актуальні проблеми сучасного архівознавства
- Бібліотеки ВНЗ як інформаційні центри
- Історія наукової бібліотеки Львівського національного університету імені Івана Франка
- Методика роботи з архівними документами

## Публікації
Автор понад 100 наукових публікацій. Зокрема, таких:
- Кметь В. Документи до біографії першого львівського владики Макарія (Тучапського) в актах Коронної метрики / В. Кметь // Наукові зошити історичного факультету Львівського національного університету імені Івана Франка. — Львів, 2000. — Вип. 3. — С. 18-25.
- Кметь В. «Дворний єпископ з рамени митрополита». До 460-ліття хіротонії першого львівського православного владики Макарія (Тучапського) / В. Кметь // Православний Вісник. Видання УПЦ КП. — Київ, 2000. — № 5-6 (травень-червень). — С. 58-74.
- Кметь В. Львівський єзуїтський колегіум на тлі контрреформації у Речі Посполитій в XVI — першій половині XVII ст. / В. Кметь // Проблеми архівознавства і джерелознавства. Збірник наукових праць до 90-річчя від дня народження професора В'ячеслава Стрельського (Серія «Історія архівної справи: спогади, дослідження, джерела». — Вип. 4). — Київ, 2001. — С. 351—388.
- Кметь В. «Життєписи львівських єпископів грецького обряду» — пам'ятка української історіографії другої половини XVII ст. // Lwow: miasto — spoleczenstwo — kultura. Studia z dziejow Lwowa / Pod red. Kazimierza Karolczaka. — Krakow: Wydawnictwo Naukowe Akademii Pedagogicznej, 2002. — S. 65-92.
- Кметь В. З історії становлення Львівської православної кафедри / В. Кметь // Гуманітарний Seminarium. Науково-практичний щорічник. — Київ, 2003. — № 1. — С. 124—131.
- Навчальні плани та програми. Секція історії / Міністерство освіти і науки України, Головне управління освіти і науки Львівської обласної державної адміністрації, Львівська обласна Мала академія наук / Кметь В. Ф., Кокотко Н. В., Погоральський Я. В. та ін. — Львів, 2006. — 40 с.
- Кметь В. Методика православної педагогіки протоієрея Анастасія Абрамовича / В. Кметь // Єпархіальний Вісник Дрогобицько-Самбірської єпархії Української Православної Церкви Київського Патріархату. — Дрогобич, 2007. — № 10. — С. 20-38.
- Аксер Єжи. Щоб навчав ти чужих дітей… Кілька думок про долю академічного вчителя / Укладачі: В. Кметь, І. Мрака. Редкол. І. Вакарчук (голова) та ін. — Львів, 2008. — 56 с.; портр. — (Серія «Doctor Honoris Causa»).
- Кметь В. Наукова бібліотека університету у перспективі 400-річчя / В. Кметь // Вісник Львівського університету. Серія книгознавство, бібліотекознавство, інформаційні технології. — Львів, 2008. — Вип. 3. — С. 3-8.
- Кметь В. Збірка інкунабул Львівського університету: з історії формування і каталогізації / В. Кметь, М. Ільків-Свидницький // Інкунабули (першодруки) Наукової бібліотеки Львівського національного університету імені Івана Франка: каталог = Incunabula Bibliothecae Universitatis Leopoliensis: catalogus / Львівський національний університет імені Івана Франка, Наукова бібліотека; [уклав Ф. П. Максименко; передмов. Ф. П. Максименко; упоряд. М. Ільків-Свидницький, В. Кметь; вступ. стаття М. Ільків-Свидницький, В. Кметь;]. — [Вид. 2-ге розшир. та допов. — Львів: ЛНУ імені Івана Франка, 2011. — С. 5-26.